# 千々木駿介
千々木 駿介（ちぢき しゅんすけ、1989年9月6日 - ）は、日本の元男子バレーボール選手、指導者。

## 来歴
岡山県井原市出身。学校の先生に勧誘され、小学4年次よりバレーボールを始める。ユース代表、ジュニア代表、ユニバーシアード代表とそれぞれの世代で国際大会に出場し、2011年12月、Vプレミアリーグに所属する堺ブレイザーズ（現・日本製鉄堺ブレイザーズ）の内定選手となった。
ルーキーイヤーとなった2012/13Vプレミアリーグでは、チームの優勝に貢献し自らも最優秀新人賞を獲得した。
2013年4月、全日本男子メンバーに選出された。
2020-21シーズンになると、若手の台頭もありスタメンから外れ、途中出場で切り札としてオポジットに入る機会が多くなる。
2021年11月7日、V1リーグのJTサンダーズ広島戦（堺市・堺市立大浜体育館）でVリーグ通算230試合出場となり、Vリーグ特別表彰制度の「Vリーグ栄誉賞」の表彰基準に到達し、シーズン終了後に受賞した。2022年4月30日より開催される第70回黒鷲旗全日本男女選抜バレーボール大会をもって現役引退。引退後もコーチとして後輩の指導に当たる。
2025年、コーチを退任し社業専念。

## 球歴
- ユース代表 - 2007年
- ジュニア代表 - 2008年
- ユニバーシアード代表 - 2009年、2011年
- シニア代表 - 2013年

## 受賞歴
- 2013年 - 2012/13 V・プレミアリーグ 最優秀新人賞
- 2022年 - 2021-22 V.LEAGUE DIVISION1 MEN Vリーグ栄誉賞

## 所属チーム
- 市立出部小学校（出部JVC）
- 市立井原中学
- 金光学園高等学校
- 中央大学
- 堺ブレイザーズ（2012-2022年）